# Heffron Drive Tour 2017
El Heffron Drive Tour (nombre no oficial) es la octava gira de conciertos del dúo Heffron Drive. La misma inició oficialmente el 13 de enero en Ciudad de México, (México). De momento, la banda planea más ciudades en las cuales tocar, pero de momento son 14 las ciudades a visitar entre los meses de enero y febrero.

## Listas de canciones

### Heffron Drive Setlist
Este set-list está basado en el concierto de Guadalajara, que aconteció el 15 de enero.
- Soundcheck
  - Your Body Is a Wonderland (Cover de John Mayer)

- Show
  - Rain Don’t Come
  - Better Get To Movin’
  - Happy Mistakes
  - Had To Be Panama
  - Passing Time
  - Division Of The Heart
  - Art Of Moving On
  - Parallel
  - Living Room
  - Everything Has Changed
  - Sweet Disposition (cover de The Temper Trap)
  - Nicotine
  - One Track Mind

- Outro
  - Time Wasting
  - Don't Let Me Go

## Fechas del Tour
| Norteamérica  |                  |              |                      |                     |
| Día           | Ciudad           | País         | Lugar                | Telonero(s)         |
| 13 de enero   | Ciudad de México | México       | Teatro Metropólitan  | Kuerda & Greg López |
| 14 de enero   | Monterrey        | México       | Café Iguana          |                     |
| 15 de enero   | Guadalajara      | México       | C3 Stage             |                     |
| Europa        |                  |              |                      |                     |
| Día           | Ciudad           | País         | Lugar                | Telonero(s)         |
| 9 de febrero  | Moscú            | Rusia        | YotaSpace            |                     |
| 10 de febrero | San Petersburgo  | Rusia        | YotaSpace            |                     |
| 14 de febrero | Ámsterdam        | Países Bajos | Melkweg              |                     |
| 17 de febrero | París            | Francia      | Le Grand Rex         |                     |
| 18 de febrero | Roubaix          | Francia      | Coliseé              |                     |
| 19 de febrero | Lyon             | Francia      | Auditorium 3000      |                     |
| 20 de febrero | Tours            | Francia      | Grand Hall           |                     |
| 22 de febrero | Solothurn        | Suiza        | Kulturfabrik Kofmehl |                     |
| 24 de febrero | Torino           | Italia       | Teatro Atlantic      |                     |
| 25 de febrero | Nápoles          | Italia       | Casa della Musica    |                     |
| 26 de febrero | Roma             | Italia       | Spazio 900           |                     |

## Fechas del Tour canceladas
- Ninguna hasta el momento.